# جيمس أ. فيتزباتريك
جيمس أ. فيتزباتريك هو سياسي أمريكي، ولد في 29 يونيو 1916، وتوفي في 13 فبراير 1988 بسبب ابيضاض الدم. نشط حزبياً في الحزب الجمهوري. وقد انتخب عضو جمعية ولاية نيويورك ‏.